# Huséin Wahid Jorasani
El Gran Ayatolá Sheij Huséin Wahid Jorasani (en persa: حسین وحید خراسانی, AFI: /ho.ˈsejn vɒ.ˈhid jo.rɒ.sɒ.ˈni/) (1 de enero de 1921) es un autor, alfaquí, álim y marya chiita, actual líder del Seminario de Qom y considerado una de las mayores y más sabias autoridades chiitas en la actualidad.

## Primeros años y educación
Jorasani nació en Nishapur, ciudad ubicada a 130km al oeste de Mashhad, hijo de Sheij Esmail Jorasani, un ulema y orador venerado.
Comenzó su educación religiosa a temprana edad en Mashhad, completando sus estudios de muqaddimat y árabe bajo la guía de Sheij Shams y al-Muhaqiq al-Mugani en la escuela Ba'in Ya. Luego se trasladó a la escuela Mirza Ya'far y completó sus estudios de nivel intermedio bajo la tutela de Sheij Husayn Birsi, Mirza Ahmed Kifai, Abu al-Qasim al-Hakim al-Ilahi y Sheij Husay Alí al-Isfahani. También asistió a las clases de Mirza Mehdi al-Isfahani, Sheij Mahdi al-Ishtiyani y Sheij Muhammad Nahawndi. Recibió un iyaza de su maestro Sayyid Muhammad Huyyat Kuh-Kamari.
Se trasladó a Náyaf en 1949 y estudió en la escuela Yazdi durante diez años. Asistió a las clases del Sheij Muhammad Husayn Naini durante un año, de Abu al-Hasan al-Isfahani durante dos años, de Sheikh Musa Jonsari durante seis años, de Agha Dhiya al-Din al-Iraqi, Sayyid Yamal al-Din al-Golpaigani, Sheij Kádim al-Shirazi, Sayyid Abd al-Hadi al-Shirazi y Sayyid Muhsin al-Hakim. Estudió con Sayyid Abu al-Qasim al-Khoei durante más tiempo, doce años, convirtiéndose en uno de los destacados estudiantes de al-Khoei.
Regresó a Mashhad en 1972 y enseñó allí durante poco menos de un año, luego viajó a Qom, donde se estableció hasta el día de hoy.

## Opiniones

### Muerte de Fátima Zahrá
Jorasani cree que el ataque a la casa de Fátima Zahrá tiene un significado religioso muy importante en la creencia chií. Todos los años en el aniversario de su martirio, lidera una gran procesión de duelo en Qom, en la que participan cientos de miles de personas.
Cuando el controversial Mohamed Husein Fadlalá declaró que el ataque a la puerta de la casa de Fátima era un mito, considerando la mayoría de las historias como ficción, Jorasani, junto con Mirza Yawad Tabrizi y Mohammad Sadeq Rouhani entre muchos otros, lo consideraron un desviado.

### La República Islámica
La postura de Jorasani respecto al gobierno de República Islámica de Irán ha sido relativamente vaga, y se le ha considerado, en todo caso, un crítico indirecto. A menudo se le cita en sus conferencias desafiando la opinión del líder supremo de Irán.